# マスデバリア・コッキネア

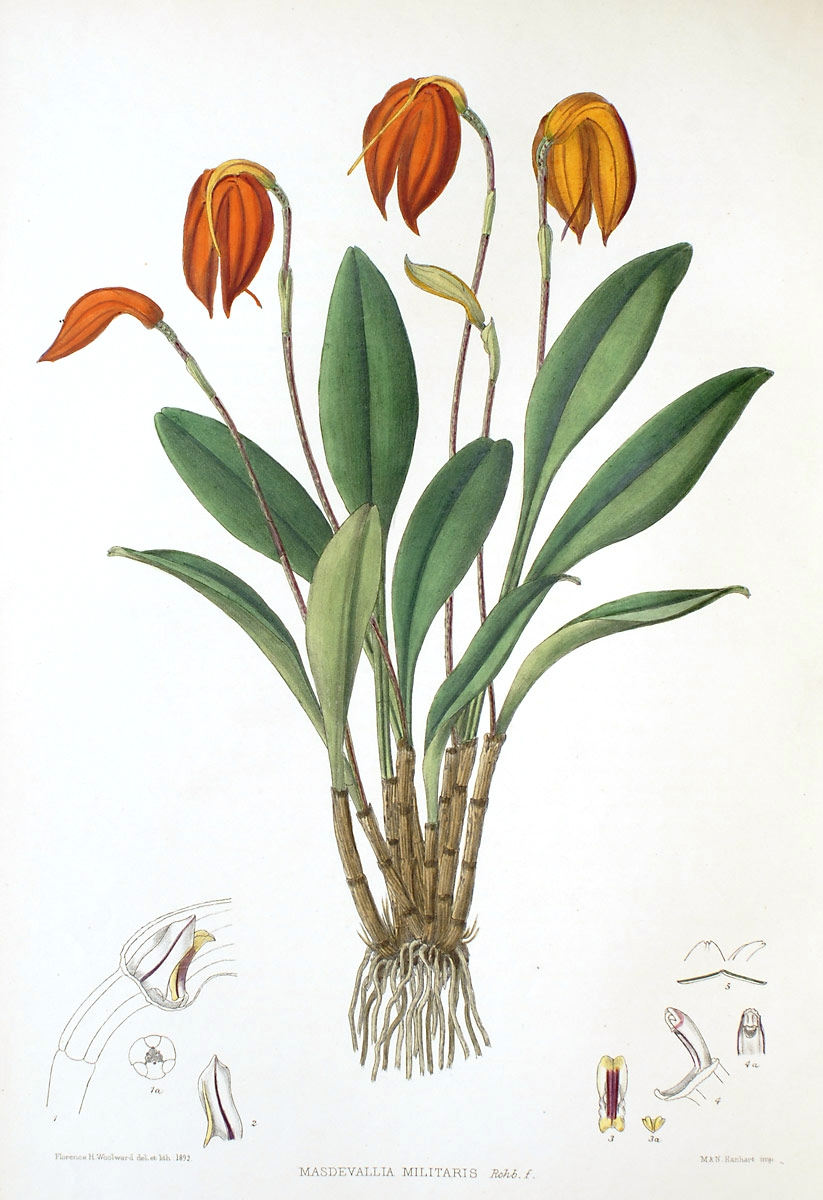
図版
（画）フローレンス・ウールウォード

マスデバリア・コッキネア Masdevallia coccinea は、マスデバリア属を代表するラン科植物の1種。下萼片が大きく広がり、円形をなす。

## 特徴
この属では大型になる種で、地上性。葉の長さは15-30cm、線状長楕円形で肉厚。
開花期は冬から春、主に5月。花茎は高さ25-60cmにも達し、直立して先端に1つ花をつける。花は径が5cmほど、萼片の基部は互いに癒合して細い筒状。背萼片は細くて針状で、先端は尾状に伸び、上に曲がって背後に反り返る。側萼片は半ばまで互いに癒合し、全体として楕円状。先端は細くなって内向きに曲がる。花色は紫赤色が基本だが、変異が多く、緋赤、桃色、白、黄色などがあっていずれも鮮明な色をしている。筒状部に隠れた側花弁はほぼ長方形、芯弁は楕円状長方形でいずれも白い。
学名の種小名は緋紅色の意味で、花の色による。

## 分布と生育環境
コロンビア北部のサンタンデルの東側山脈、標高2500-3600mを原産とする。雑木林の地上や岩場に生育する。

## 利用

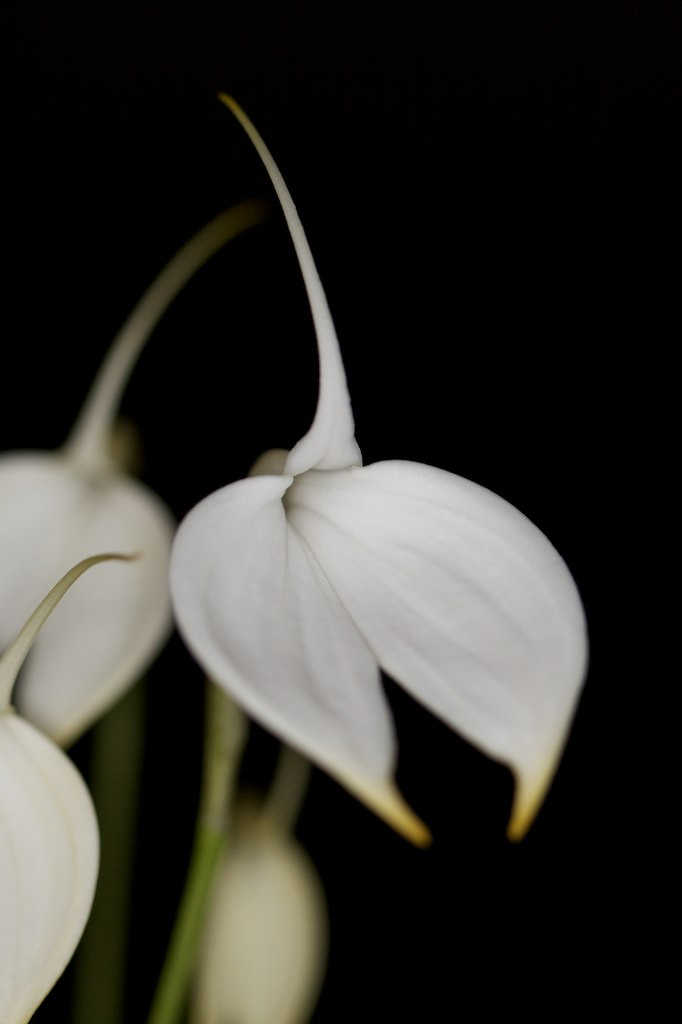
白花

洋ランとして栽培される。本種は「この属を代表する美花種」とされ、評価が高い。ただし生育地が高標高の地域であり、日本では夏の暑さに耐えられない典型的なクールタイプである。日本では寒冷な地域でなければ冷房施設が栽培に必要である。